# Castello di Mattaleto
Das Castello di Mattaleto ist eine abgegangene mittelalterliche Niederungsburg in der Nähe der Kirche San Michele Arcangelo in Mattaleto, einem Ortsteil von Langhirano in der italienischen Region Emilia-Romagna.

## Geschichte
Die ursprüngliche Burg wurde vermutlich im 13. Jahrhundert auf der linken Talseite des Parma-Baches im kleinen Ort Mattaleto errichtet, der auf eine langobardische Gründung zurückgeht und zu dem das heutige Zentrum des Ortes Langirano, der damals kleiner war, gehörte. Das Gebäude diente als befestigter Vorposten des Castello di Castrignano und gehörte ab 1186 den Bischöfen von Parma.
Das erste Zeugnis für die Existenz der Burg stammt von 1297, als sie zusammen mit dem Castello di Corniglio von Rebellen unter der Führung von Manuello di Vallisnera, verbündet mit dem Markgrafen von Ferrara, Azzo VIII. d’Este, besetzt wurde. Parma reagierte prompt und eroberte die Festung zurück, wobei sie sie zerstörten.
1376 investierte der Bischof Ugolino de’ Rossi seinen Großneffen Rolando de’ Rossi in das Lehen Castrignano als Zeichen der Anerkennung der Dienste, die dessen Vater Giacomo de’ Rossi der Diözese Parma erwiesen hatte.
Die Reste der alten Festung wurden 1378 Zeugen der Ermordung von Markgraf Otto III. von Monferrato, der auf seinem Weg zu seinem Land in der Siedlung Mattaleto Halt machte, wo er von einem Verwandten in der Stallung der Burg ermordet wurde.
Die Rossis ließen die Burg wieder aufbauen, aber 1405 brachte sie Giacomo Terzi in seinen Besitz, nachdem er die Burgen von Pariano, Lesignano und Tiorre, sowie den Torre degli Alberi besetzt hatte. In den folgenden Monaten ließen die Terzis die Festung von Mattaleto befestigen.
1408 verbündeten sich die Brüder Giacomo und Pier Maria I. de’ Rossi mit dem Markgrafen von Ferrara, Niccolò III. d’Este, und baten ihn, dass er, sobald er Herr von Parma würde, Ihnen die Rückgabe der Burgen von Carona, Castrignano, Tiorre und Pariano, der Festungen von Sant’Andrea und Mattaleto, sowie die Erlaubnis zum Wiederaufbau der Burgen von Mulazzano, Porporano, Antesica und Mamiano oder der benachbarten Castello di Basilicanova garantierte. Im Folgejahr eroberte Galeazzo da Correggio für die D’Estes die Burg von Castrignano und ihre Zweigstelle in Mattaleto, aber nutzte sie, um sie in seinen eigenen Besitz zu bringen. 1410, nach der Ermordung von Ottobuono de’ Terzi, griff Pier Maria I. de’ Rossi die Festung von Castrignano überraschend an und nahm sie Galeazzo da Correggio ab.
Die Rossis behielten die Rechte an Castrignano und seiner Umgebung bis zum desaströsen Krieg der Rossi 1482, an dessen Ende das weitläufige Lehen, das von Bischof Giovanni Giacomo Schaffinato beansprucht wurde, an die Diözese Parma zurückfiel.
Das Castello di Mattaleto, das schon lange aufgegeben war, geriet in starken Verfall. Bereits Ende des 16. Jahrhunderts standen davon nur noch einige Ruinen in der Nähe der Kirche San Michele Arcangelo, die später vollständig verschwanden.